# Angiografi

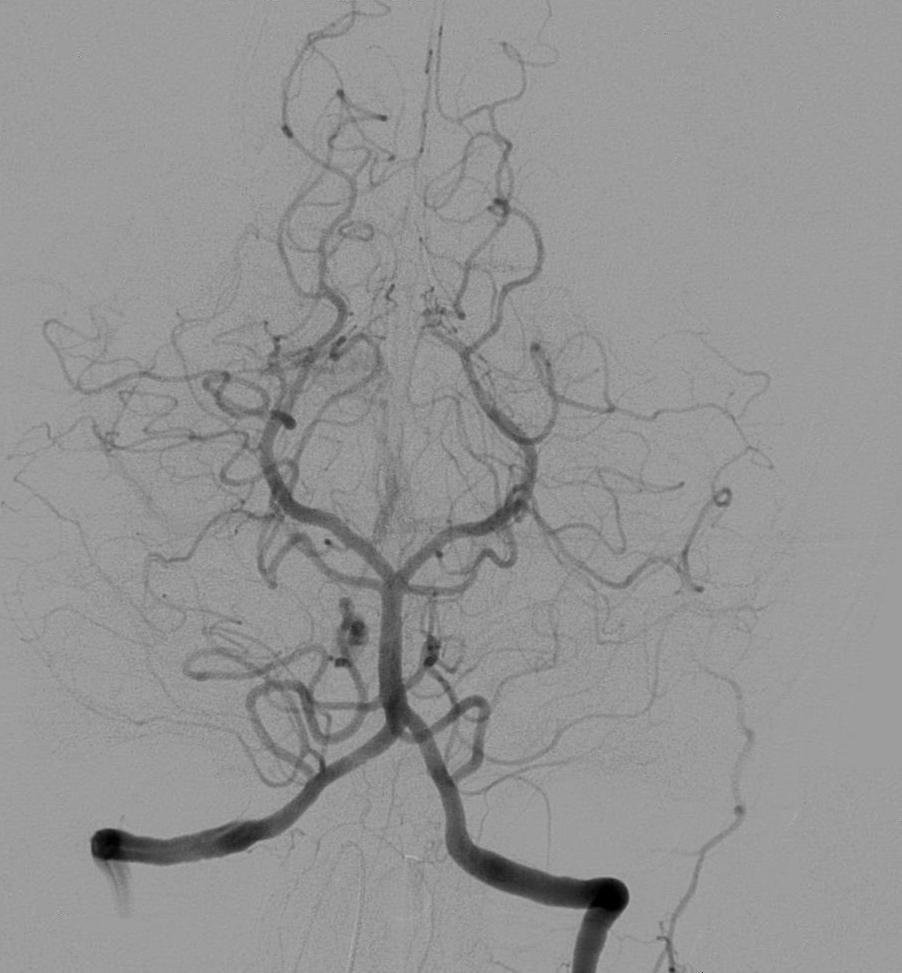
Angiogram som visar blodkärl i nacke och hjärna.

Angiografi eller vaskulär radiologi är ett område inom medicinsk avbildning (radiologi) som gäller avbildning av insidan (hålrummet, lumen) av blodkärl och organ, och då framför allt artärer (arteriografi), vener (flebografi), hjärtkammare och lymfkärl (lymfografi). En bild framställd med hjälp av angiografi kallas för angiogram.
Framställning av bilder sker genom att man sprutar in kontrastvätska i ett kärl vid ljumsken. Denna vätska sprider sig i blodomloppet, därefter tas en röntgenbild över det önskade området. Läkaren kan därefter se om det finns förträngningar, stenos, eller blockeringar i kärlen.